# Salpuri

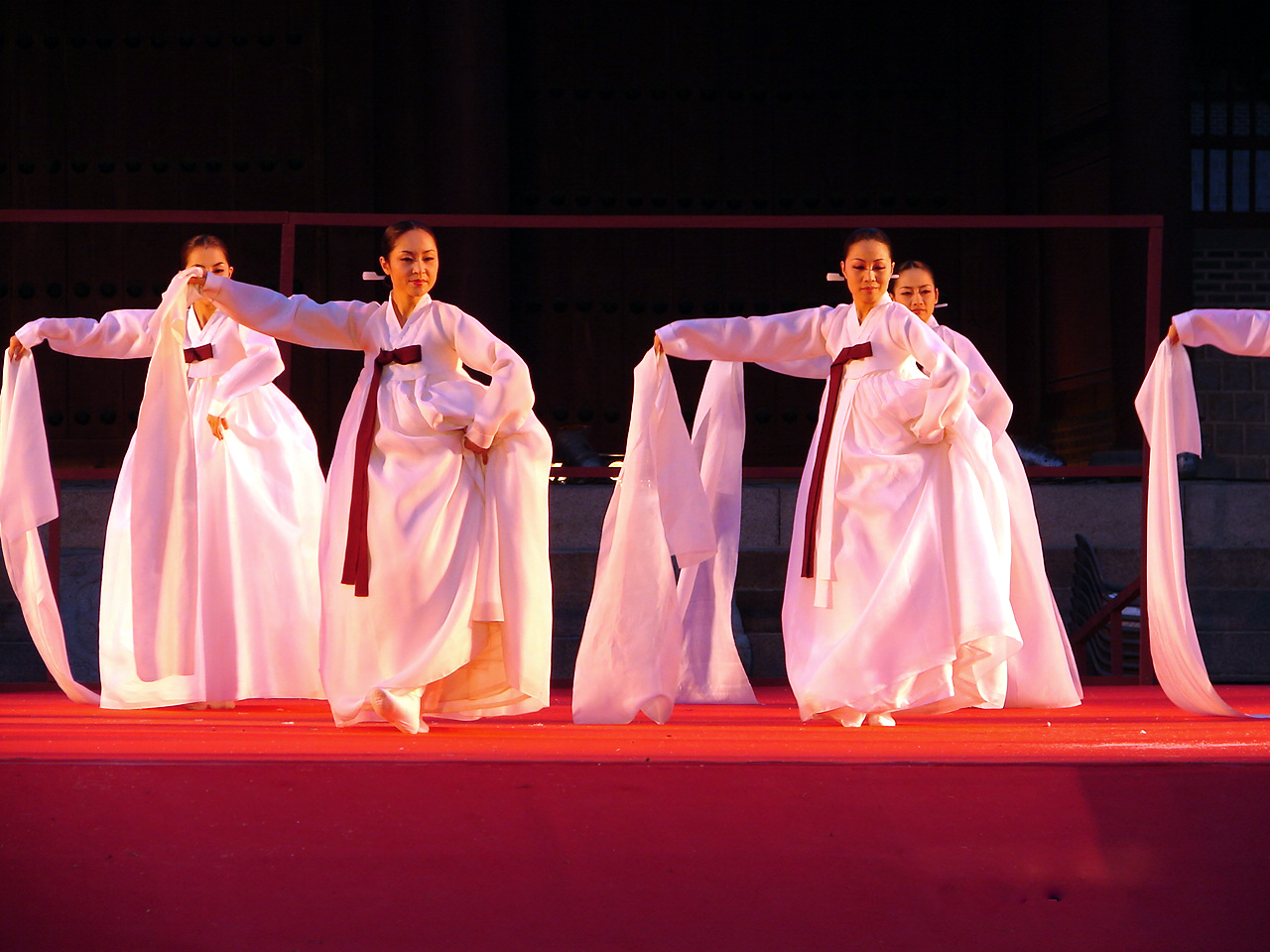
La danza Salpuri cuyo objetivo inicial ha sido eliminar la posible calamidad que pudieran provocar los muertos (Foto de la danza en Seúl año 2006).

Salpuri (en Hangul:살풀이) es una danza ritual coreana; está clasificada con el N°97 en el importante activo cultural intangible de Corea del Sur.
La palabra Salpuri significa literalmente «expulsar a los espíritus malignos»
En este contexto, significa purificación: 살(sal) significa la calamidad, mientras que 풀이(puri) tiene origen del verbo 풀다(desahogarse o dar rienda). Es una danza típica chamanística con funciones de exorcismo. En la Antigüedad las danzas Salpuri generalmente se representaron al finalizar el gut, o rito chamánico, especialmente en las regiones sureñas como Jeolla.
Ha sido una creencia importante aquella según la cual la danza Salpuri poseía la fuerza de enviar el alma de los muertos al cielo, usando unas piezas de tela blanca como elemento escénico o atrezo para sacar la calamidad de la familia. El chamán podía permitir que los espectadores se involucraran plenamente en la danza para de este modo interesar a toda la gente presente en el Salpuri.
A pesar de que deriva de los ritos chamánicos, actualmente el Salpuri ya no lleva a cabo ninguna función religiosa, sino que tal danza se ha transformado en una demostración estética y folclórica. El Salpuri está dividido en varias etapas con sus respectivos movimientos característicos; durante este proceso, la bailarina revela gran energía. El conjunto musical que acompaña a esta danza es llamado sinawi.